# Estlands arkitekturmuseum
Estlands arkitekturmuseum är ett estniskt arkitekturmuseum i Sadama i distriktet Kesklinn i Tallinn. 
Estlands arkitekturmuseum är idag inrymt i Rotermanns tidigare saltlager i Rotemannkvarteret i Tallinn. Det grundades 1991 och var då inrymt i huset Kooli 7 i Gamla Staden med depå i Loewenschedetornet. Det har legat i nuvarande lokaler sedan 1996.

## Byggnaden
Christian Abraham Rotermann (1801–1870) byggde upp ett fabrikskomplex i området mellan Gamla staden och Tallinns hamn med snickerifabriker, stärkelsefabrik, destilleri, kvarn, bageri och fryshus. Sonen Christian Barthold Rotermann övertog driften och expanderade verksamheten. Ett saltlager var en av många nya byggnader. I denna lagrades salt i källaren och hanterades importerad salt sill på det övre våningsplanet.
Byggnaden ritades av Ernst Boustedt 1908 och uppfördes i kalksten. Den byggdes om för arkitekturmuseets behov 1995–1996 efter ritningar av Ülo Peil och Taso Mähar.

## Bildgalleri

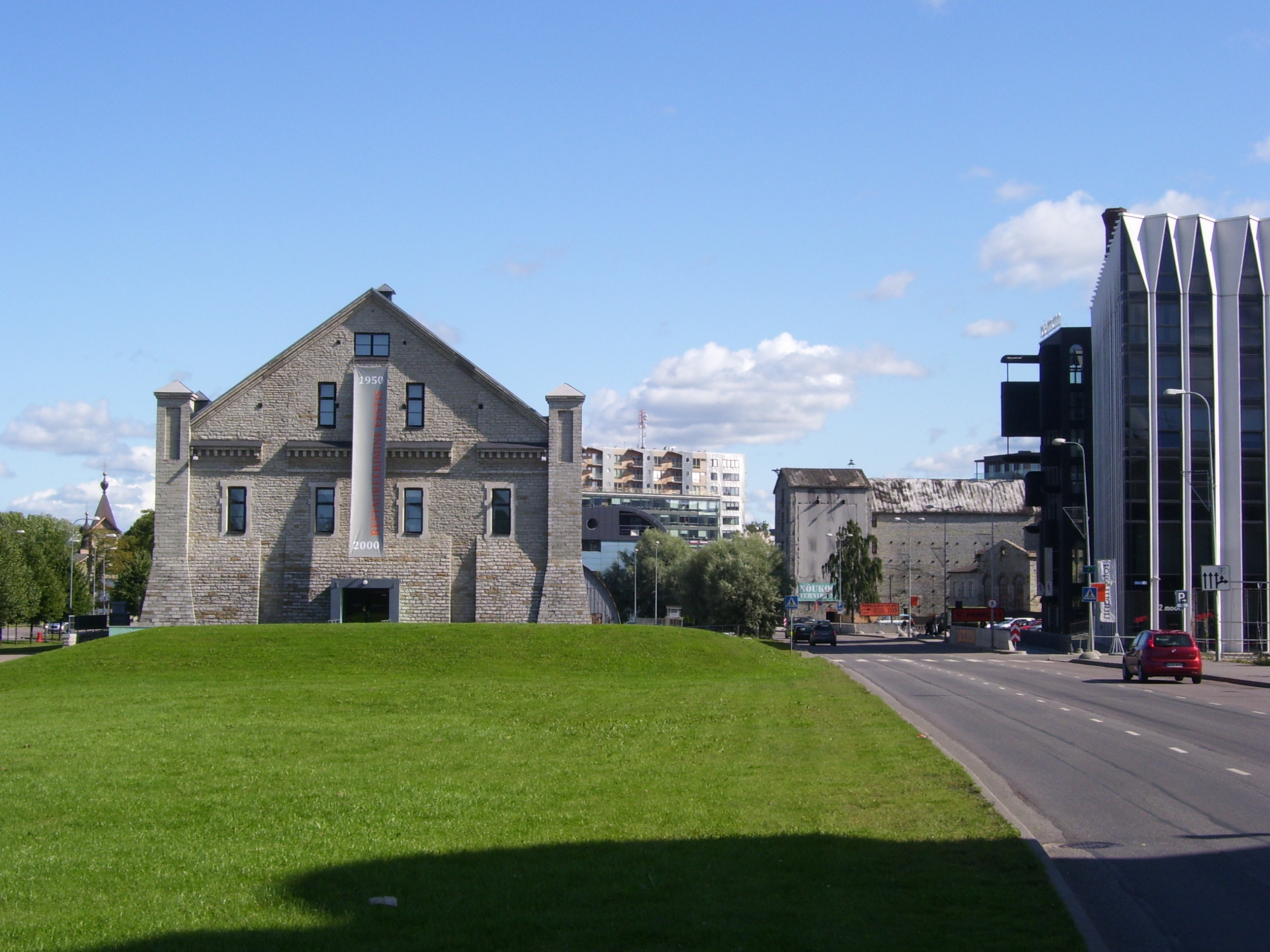
Estlands arkitekturmuseum
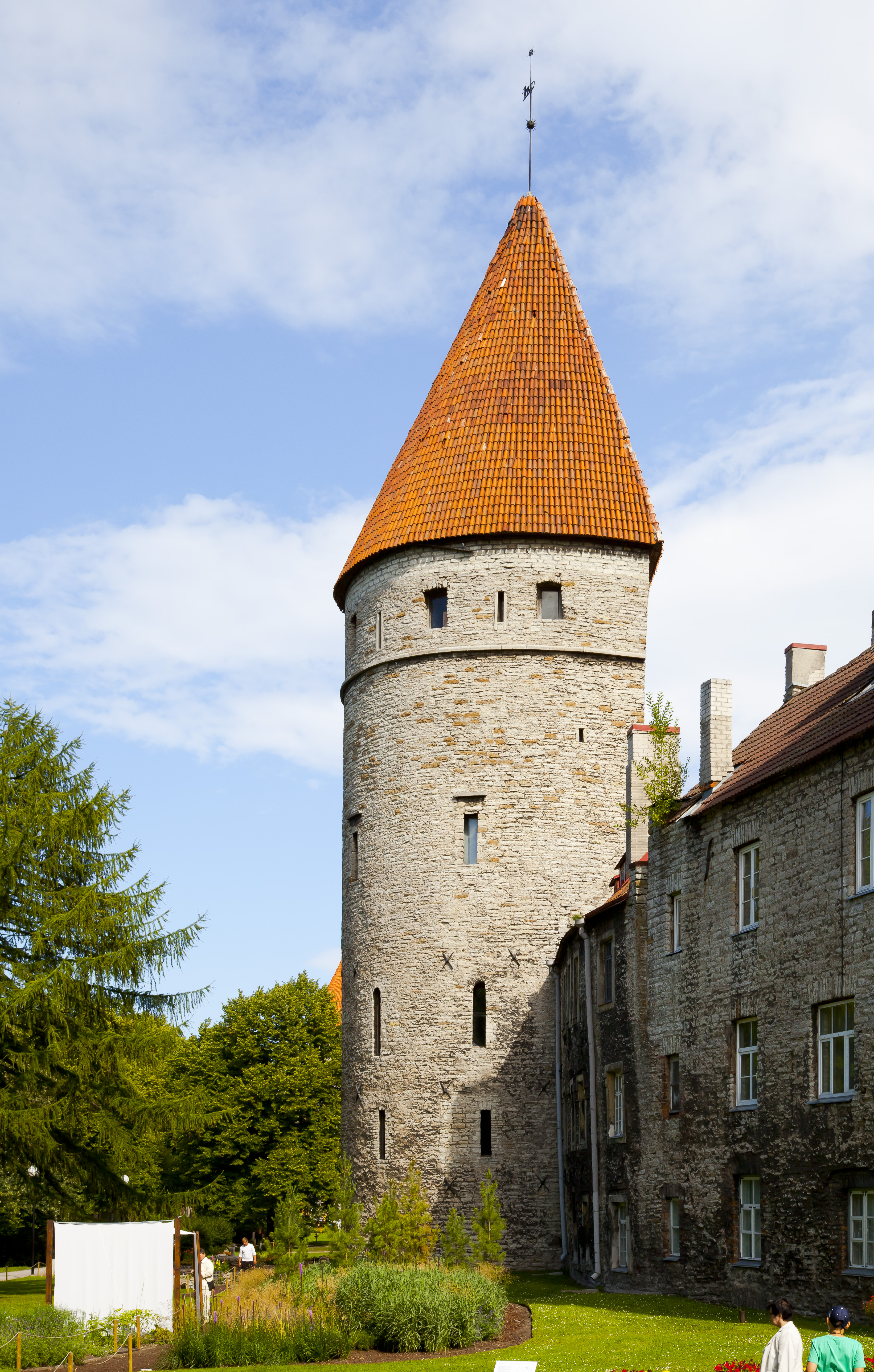
Loewenschedetornet